# المعهد الأوروبي لمعايير الاتصالات
المعهد الأوروبي لمعايير الاتصالات (بالإنجليزية: European Telecommunications Standards Institute)‏ يُختصر (ETSI)، هي منظمة غير ربحية تنتج معايير مطبقة عالمياً لتكنولوجيا المعلومات والاتصالات، بما في ذلك المحمولة والثابتة، والمذياع، والبث وتقنيات الإنترنت وتتكون من أكثر من 700 عضو في 62 بلد. يقع مقرها في حديقة التقنية في صوفيا أنتيبوليس في جنوب فرنسا، ومعترف بها رسمياً من قبل الاتحاد الأوروبي كمنظمة للمعايير الأوروبية.
وهي ذات سمعة راسخة للتفوق التقني العالمي، وقد أخذتها عن طريق التوحيد العلمي للمعايير والنظم.
وتدعم هذه المنظمة بعض المنتجات بواسطة إعطائها علامة الجودة الخاصة بها والتي تدل على اتفاق معايير المنتج مع معايير هذه المنظمة، وتستطيع أي شركة أو منظمة مهتمة بتكنولوجيا الاتصالات والمعلومات أن تكون عضواً في المعهد والتي بواسطة هذه العضوية تستطيع أن تنال مزايا كثيرة.
والعضوية في هذه المنظمة على ثلاث مراتب.
- عضو عامل
- عضو منتسب
- مراقب

تتنوع نشاطات الشركات والهيئات التي لها عضوية بـالمعهد ما بين الجامعات وشركات الاتصالات والمعلومات وموفرات خدمات الإنترنت والمصانع، وهذا رابط للأعضاء على مستوى العالم في عام 2011.

## وصلات خارجية
- الموقع الرسمي